# Павелкі (Вармінсько-Мазурське воєводство)
Павелкі (пол. Pawełki) — село в Польщі, у гміні Мілаково Острудського повіту Вармінсько-Мазурського воєводства.
Населення — 12 осіб (2011).
У 1975-1998 роках село належало до Ольштинського воєводства.

## Демографія
Демографічна структура станом на 31 березня 2011 року:
|          | Загалом | Допрацездатний вік | Працездатний вік | Постпрацездатний вік |
| -------- | ------- | ------------------ | ---------------- | -------------------- |
| Чоловіки | 8       | 2                  | 6                | 0                    |
| Жінки    | 4       | 0                  | 3                | 1                    |
| Разом    | 12      | 2                  | 9                | 1                    |